# Шандриголівська сільська рада
| Шандриголівська сільська рада — колишній орган місцевого самоврядування у Лиманському районі Донецької області з адміністративним центром у с. Шандриголове. Сільській раді підпорядковані населені пункти: - с. Шандриголове - с. Зелена Долина - с. Середнє |

## Склад ради
Рада складається з 16 депутатів та голови.

## Керівний склад сільської ради
| ПІБ                             | Основні відомості                                                    | Дата обрання | Дата звільнення |
| ------------------------------- | -------------------------------------------------------------------- | ------------ | --------------- |
| Дворніков Сергій Васильович     | Сільський голова, 1955 року народження, освіта, член Партії регіонів | 26.03.2006   | 31.10.2010      |
| Сиротенко Олександр Миколайович | Сільський голова, 1971 року народження, освіта вища                  | 31.10.2010   |                 |

Примітка: таблиця складена за даними джерела